# 長江服役獎章
长江服役奖章（英語：Yangtze Service Medal） 是美国海军部颁发的一项军事勋奖。创立于1930年，长江服役奖章颁发的对象是美国海军和海军陆战队，后拓展至部分美国陆军成员。该奖章用于嘉奖1926年9月3日至1932年12月31日，长江流域动荡不安的时期，在该地区服役的美军。
该奖章也可授予常驻上海，为美国海军长江巡逻舰队的登陆行动（如南京事件中）提供支援的军事人员。
长江服役奖章在1940年宣告停用，同时被中国服役奖章所取代。